# ميغيل فيلا لونا
ميغيل فيلا لونا هو مدرس فن دومينيكاني، ولد في 7 يوليو 1943 في سانتياغو دي لوس كاباليروس في جمهورية الدومينيكان، وتوفي في 1 أبريل 2005 في سانتو دومينغو في جمهورية الدومينيكان.